# Electrofil
Un electrofil este o specie chimică (un ion sau o moleculă) care poate să accepte electroni sau perechi de electroni de la un nucleofil pentru a forma o legătură chimică. Despre electrofili se spune că sunt deficienți sau deficitari în electroni și că prezintă afinitate pentru electroni. De exemplu, acizii Lewis și agenții reducători sunt electrofili, dar și ionii pozitivi, precum ionul azotit NO+
2, și moleculele cu sarcină pozitivă la un anumit atom, precum trioxidul de sulf SO3.

## Proprietăți

### Adiția de halogen
Adiția de halogen are loc între alchene și electrofili, de obicei sub forma unor reacții de adiție. Printre reacțiile comune se numără utilizarea apei de brom pentru titrare, cu scopul de a deduce numărul de legături duble prezente. Avem ca exemplu reacția dintre etenă și brom, când rezultă 1,2-dibromoetan:
C2H4 + Br2 → BrCH2CH2Br
Dacă se urmărește mecanismul de reacție, se observă trei etape ale aceste reacții:
1. Formarea unui complex-π
Molecula electrofilă de dibrom Br-Br reacționează cu molecula de alchenă bogată în electroni formând un complex-π 1.
2. Formarea unui ion bromoniu cu trei membri
Alchena se comportă ca un donor de electron și bromul ca electrofil. Ionul bromoniu 2 format din doi atomi de carbon și un atom de brom și se obține prin eliminarea de ioni Br−.
3. Legarea de ionul bromură
Ionul bromoniu este atacat de ionul Br−, cu obținerea unei dibromuri vicinale cu o configurație antiplanară. Dacă în sistem există alți nucleofili, precum apa sau alcoolul, aceștia pot ataca 2 obținându-se un alcool sau un eter.

Acest proces are un mecanism AdE2 (adiție electrofilă). Iodul (I2), clorul (Cl2), ionul sulfenil (RS+), cationul mercuric (Hg2+) și diclorocarbena (:CCl2) reacționează în mod similar.

### Adiția de halogenuri de hidrogen
Halogenurile de hidrogen (sau acizii halogenhidrici), precum este clorura de hidrogen HCl, adiționează la alchene cu formarea de halogenuri de alchil, în urma unei reacții de hidrohalogenare. De exemplu, avem reacția HCl cu etilenă pentru obținerea cloroetanului. Reacția are loc cu formarea unui intermediar cationic, având un mecanism diferit față de reacția de mai sus:
1. Protonul (H+) este electrofil, și se adiționează la unul dintre atomii de carbon ai alchenei formând cationul 1.
2. Ionul clorură (Cl−) se leagă de cationul 1 formând aducții 2 și 3.

Reacția are un mecanism A-SE2.